# Слонова нога
51°23′21″ пн. ш. 30°05′54″ сх. д. / 51.3892° пн. ш. 30.09833° сх. д.
«Слонова нога» — це прізвисько, яке дали великій масі коріуму та інших матеріалів, що утворилася під Чорнобильською атомною електростанцією поблизу Прип'яті, Україна, під час Чорнобильської катастрофи у квітні 1986 року. Виявлена у грудні того ж року, вона зараз знаходиться в коридорі технічного обслуговування біля залишків реактора № 4. Вона залишається надзвичайно радіоактивним об'єктом; однак її небезпека з часом зменшилася через розпад її радіоактивних компонентів.

## Походження
«Слонова нога» — це маса чорного коріуму з багатьма шарами, зовні нагадує кору дерева та скло. Вона утворилася під час Чорнобильської катастрофи в квітні 1986 року і була знайдена у грудні 1986 року. Таку назву вона отримала за свій зморшкуватий вигляд, що нагадує ногу слона. Це одна невелика частина значно більшої маси, яка лежить під реактором № 4 Чорнобильської атомної електростанції. «Слонова нога» розташована в кімнаті 217/2, за кілька десятків футів на південний схід від зруйнованого реактора і в шести метрах над рівнем землі. Матеріал, з якого складається слонова нога, пройшов щонайменше через 2 метри залізобетону, потім протікав через труби та тріщини і по коридору, щоб досягти свого поточного місця.

## Структура
«Слонова нога» складається в основному з діоксиду кремнію, із слідами урану, титану, цирконію, магнію та графіту. Маса в основному однорідна хоча деполімеризоване силікатне скло іноді містить кристалічні зерна циркону. Ці зерна циркону не подовжені, що свідчить про помірну швидкість кристалізації. У той час як дендрити діоксиду урану швидко зростали при високих температурах всередині лави, циркон почав кристалізуватися під час повільного охолодження лави. Незважаючи на нерівномірність розподілу частинок, що містять уран, радіоактивність маси розподілена рівномірно. Маса була досить щільною і неподатливою для свердла, встановленого на дистанційно керованому візку, але могла бути пошкоджена автоматом Калашникова (АК-47) за допомогою бронебійних куль. До червня 1998 року зовнішні шари почали перетворюватися на пил, а маса почала тріскатися. В останні роки масу описували як консистенцію, схожу на пісок.

## Летальність
На момент її відкриття, приблизно через вісім місяців після формування, радіоактивність біля «Слонової ноги» становила приблизно 8000 рентгенів, або 80 грей на годину, забезпечуючи смертельну дозу радіації 50/50 (4,5 грей) протягом п'яти хвилин. З того часу інтенсивність випромінювання знизилася настільки, що в 1996 році «Слонову ногу» відвідав заступник директора проекту нового конфайнменту Артур Корнєєв, який сфотографував її за допомогою автоматичної камери та ліхтарика для освітлення темної кімнати.